# Offshore-Windpark Baltic 1
EnBW Baltic 1 ist der Name des ersten deutschen kommerziellen Offshore-Windparks in der Ostsee. Er liegt 16 Kilometer vor der Küste Mecklenburg-Vorpommerns, nördlich der Halbinsel Fischland-Darß-Zingst innerhalb der 12-Seemeilen-Zone. Der Windpark wurde am 2. Mai 2011 offiziell in Betrieb genommen und besteht aus 21 Windenergieanlagen und einer Umspannplattform.
Betrieben wird der Windpark von dem Energieversorgungsunternehmen EnBW. Den Netzanschluss stellt der Netzbetreiber 50Hertz Offshore.

## Geschichte
Die ersten Projektplanungen begannen bereits 1997. Es wurden die Umweltverträglichkeitsuntersuchungen, ein Raumordnungsverfahren sowie das Genehmigungsverfahren nach dem Bundes-Immissionsschutzgesetz (BImSchG) durchgeführt. Am 22. Februar 2005 schloss das Raumordnungsverfahren mit einer positiven landesplanerischen Beurteilung des Gesamtprojektes.
Das Land Mecklenburg-Vorpommern wies im Mai 2005 das Vorhabengebiet als besonderes Eignungsgebiet für die Windenergienutzung aus; der Bund erteilte am 31. März 2006 die BImSchG-Genehmigung für den Windpark. Von März bis September 2010 wurden alle 21 Windenergieanlagen und die Umspannplattform errichtet.
Seit Anfang 2011 ist die Umspannplattform über ein Seekabel mit dem Festland verbunden und speiste am 3. April 2011 die erste Kilowattstunde Strom in das Netz ein. Die feierliche Inbetriebnahme erfolgte am 2. Mai 2011 durch die damalige Bundeskanzlerin Angela Merkel. Vom 17. September bis 15. Oktober 2011 standen alle Anlagen still, weil ein Schlepper die Umspannstation gerammt hatte und daraufhin ihre Funktionsfähigkeit überprüft werden musste.

## Technischer Aufbau

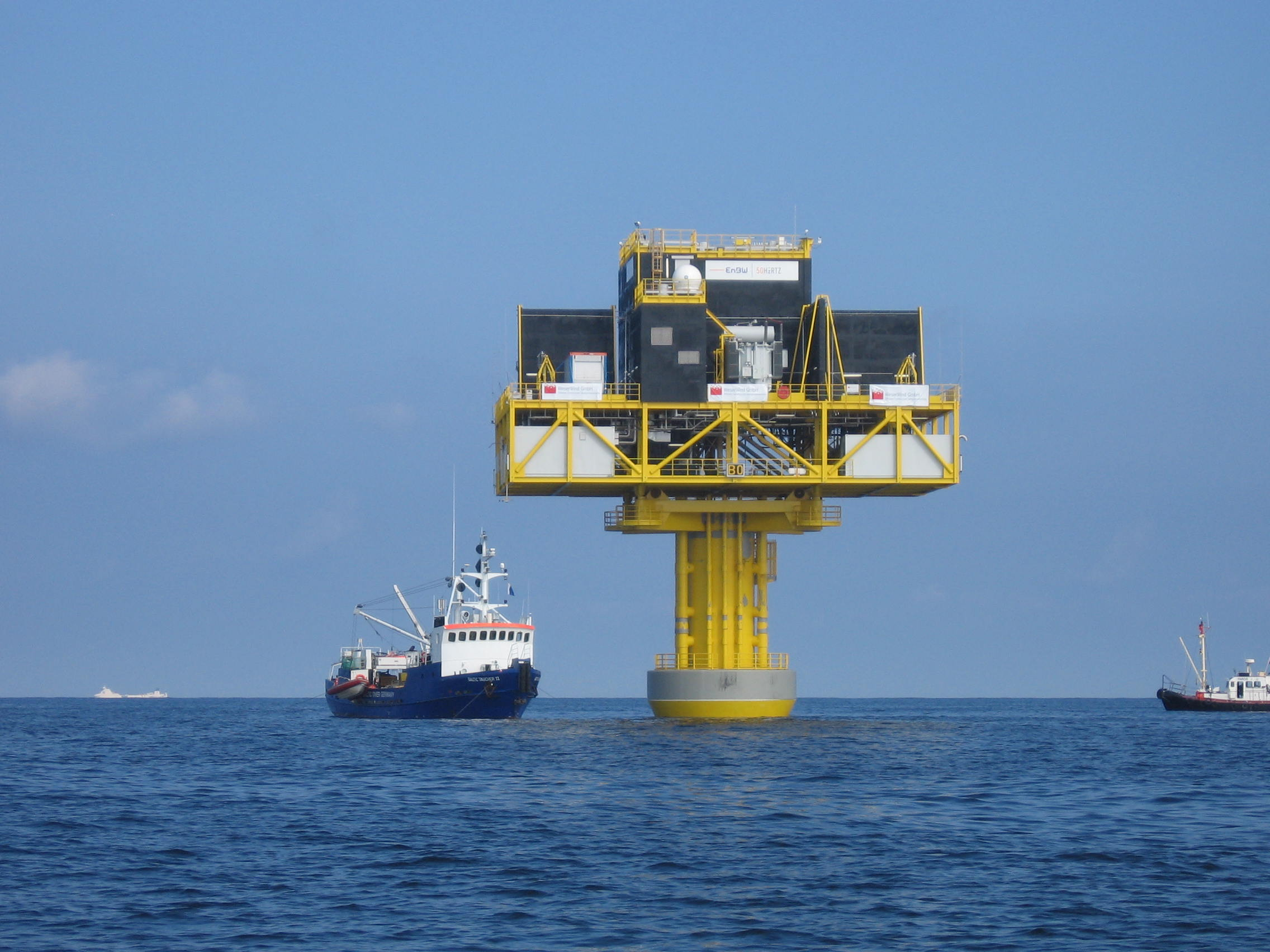
Die Umspannplattform von EnBW Baltic 1

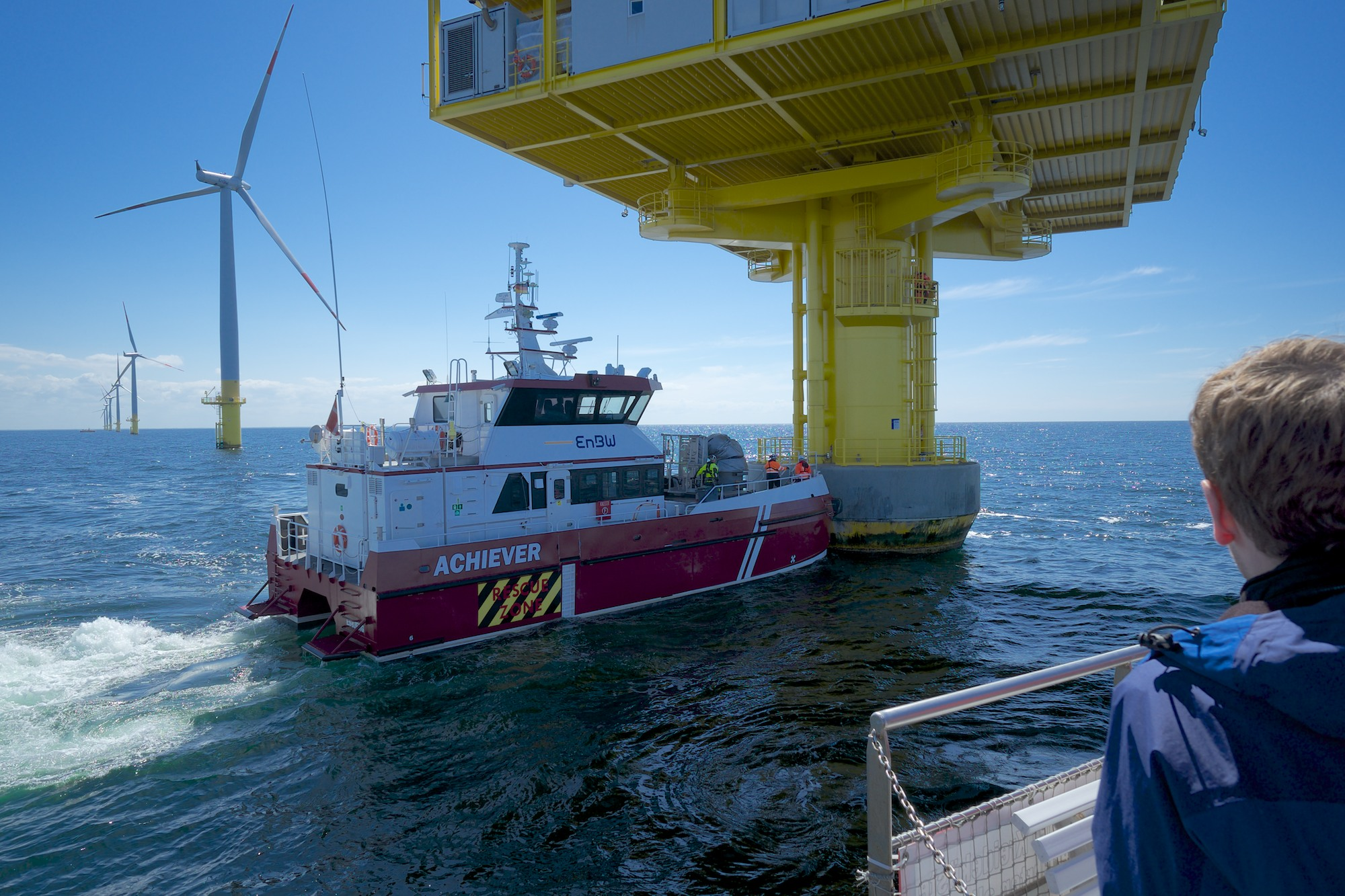
Im Windpark EnBW Baltic 1

Im Windpark stehen 21 einzelne Windenergieanlagen (WEA) mit einer installierten Gesamtleistung von 48,3 MW sowie eine Umspannplattform, die die Spannung von 33 kV zur Weiterleitung an Land auf 150 kV hoch transformiert. Bei den Windenergieanlagen handelt es sich um den Typ SWT 2.3-93 der Firma Siemens Windenergie mit einer elektrischen Leistung von je 2,3 MW.
Das Installationsschiff Sea Power installierte im August 2010 die Windkraftanlagen.
Die Anlagen haben eine Nabenhöhe von 67 m über dem Wasser und einen Rotordurchmesser von 93 m. Die vorhandene Wassertiefe liegt zwischen 16 m und 19 m, die mittlere Windgeschwindigkeit bei ungefähr 9 m/s. Als Fundament für die Windenergieanlagen dienen sogenannte Monopiles. Die ca. 37 m langen Stahlfundamente wurden vom Installationsschiff Seaworker mit jeweils rund 3000 Rammschlägen in den Meeresboden gerammt.
Die Grundfläche des Windparks hat die Form eines Dreieckes mit einer Größe von ca. sieben Quadratkilometern.
Die Eckkoordinaten des Windparkgebietes im WGS-84-System betragen:
- 54° 36′ 46,1″ N, 12° 37′ 46,1″ O (Nordwest-Ecke)
- 54° 37′ 59,3″ N, 12° 41′ 43″ O (Nordost-Ecke)
- 54° 34′ 59,3″ N, 12° 37′ 44,4″ O (Südwest-Ecke)

## Netzanschluss
Für den Netzanschluss von Baltic 1 nutzt 50Hertz Offshore eine Übertragung mittels 150-kV-Drehstromtechnik. Hierfür setzt man ein Kabel ein, das mit dicht vernetztem Polyethylen (VPE) isoliert ist. Über eine 77 Kilometer lange, mit Dreiphasenwechselstrom betriebene Leitung, wird die elektrische Energie zur Konverterstation Bentwisch bei Rostock geführt. 61 Kilometer davon liegen als Seekabel in der Ostsee. Das Kabel hat einen Leitungsquerschnitt von 1200 mm² Kupfer, ein Gewicht von 105 kg/m und einen Durchmesser von 30 cm. Die Isolierung besteht aus vernetztem Polyethylen (XLPE). Neben seinen drei Kupferleitern ist zusätzlich ein Lichtwellenleiter für die Mess- und Steuerdaten im Kabel integriert. Ummantelt von einem mit Bitumenlack beschichteten Metallschirm, erhält das Kabel seinen Schutz vor Beschädigungen und Korrosion.
Um das Seekabel verlegen zu können, waren folgende Schritte nötig:
BergungDetektierung und ggf. Bergung von Anomalien oder Munition am Meeresboden
Pre-TrenchingStellen mit hartem Meeresgrund wurden durch Grabungen aufgelockert
Ökologische BaubegleitungGenehmigungsauflagen bezüglich Bauzeitbeschränkungen und Feintrassierung im Bereich von Riff-Biotopen
JettingNachdem ein Unterwasserroboter eine Rinne am Meeresgrund gespült hatte, wurde das Seekabel in den Boden eingelassen und daraufhin eingeschlossen
AnlandungsdükerDer Küstenbereich wurde ebenso wie andere sensible Bereiche durch horizontale Bohrungen unterquert
Auf der Umspannplattform im Windpark stellt 50Hertz eine Schaltanlage bereit, die für die Verteilung der Energie sorgt. Um den Stromfluss zu gewährleisten, wurden für die Kabelleitungen zusätzlich Kompensationsdrosseln angebracht, die die verlustbehafteten Blindströme reduzieren sollen. Auf der anderen Seite der Leitung errichtete 50Hertz analog die Schaltanlage und Kompensationsspule im Umspannwerk Bentwisch. Dazu kommt ein weiterer Transformator, der die meerseitige Spannung zur verlustärmeren Übertragung auf Höchstspannung hochtransformiert. Ausgehend vom Umspannwerk, wird die Energie des Windparks in das deutsche Netz gespeist.
Seit 2020 ist das Kabel (und der 288-MW-Offshore-Windpark EnBW Baltic 2) integriert in die 400-MW-Combined-Grid-Solution; sie verbindet Ost-Dänemark und Deutschland.

## Kosten und Nutzen
Die Kosten für den Windpark EnBW Baltic 1 veranschlagte das Unternehmen auf 200 Millionen Euro. Bei einer von EnBW angegebenen Spitzenleistung von 48,3 Megawatt ergeben sich damit spezifische Investitionskosten von 4140 Euro/kW.
Die Europäische Investitionsbank (EIB), die KfW IPEX-Bank, die Landesbank Baden-Württemberg (LBBW) und die niederländische NIBC Bank gewährten für das Projekt Ende 2011 einen Kredit von insgesamt 138 Millionen Euro.
Der prognostizierte jährliche Energieertrag des Windparks von etwa 185 Gigawattstunden entspricht dem Energiebedarf von rund 50.000 Haushalten, wodurch pro Jahr 167.000 Tonnen an CO2 eingespart werden können.
Das würde einer Auslastung von 3830 Volllaststunden pro Jahr oder etwa 44 % entsprechen.
Nach dem ersten vollen Jahr Betrieb teilte EnBW mit, dass der Stromertrag um etwa 20 % über den Erwartungen gelegen habe.

## Kritik
Umweltschützer fürchteten Auswirkungen auf den Vogelzug. Es wurden Risiken für die Schifffahrt wegen der Nähe zur vielbefahrenen Wasserstraße in der Kadetrinne befürchtet. Vertreter der Gemeinden auf dem Darß fürchteten, dass der Windpark Urlauber abschrecken könne. Bislang bestätigten sich die Befürchtungen nicht. Studien weisen eine hohe Akzeptanz von Windparks bei Urlaubern nach. Auch stellen sie in Aussicht, Windparks könnten sich mittelfristig als 'Refugien der Natur', als Rückzugsgebiet für bedrohte Arten, etablieren.